# The Warriors (Band)
The Warriors sind eine US-amerikanische Hardcore-Punk-Band aus Tehachapi, Kalifornien, die im Jahr 2002 gegründet wurde.

## Geschichte
Die Band wurde im Jahr 2002 von den Highschool-Freunden Marshall Lichtenwaldt (Gesang), den Gitarristen Javier Zarate und Danny Phillips sowie dessen Bruder Donny (Schlagzeug) und dem Bassisten Mike Preisendorfer gegründet. Nachdem sie die Highschool verlassen hatten, planten einige Mitglieder das College zu besuchen, wodurch es fast zum Zerfall der Band kam. Jedoch geschah dies nicht, woraufhin die Band einen Vertrag bei Eulogy Recordings unterzeichnete, nachdem sie bereits 2003 die Single Family Matters bei Straight on Records unterzeichnet hatte. Bei Eulogy Recordings folgte im Jahr 2004 das Debütalbum War Is Hell. Anfang 2005 folgte eine Tour durch Nordamerika zusammen mit Reflux, Calico System und Deadsoil. Im März hielt die Band Auftritte zusammen mit The Judas Cradle ab. Im Juli ging die Band dann zusammen mit Comeback Kid auf Tournee durch Kanada, ehe im September Auftritte mit Turmoil, Set Your Goals und Wait in the Van an der Westküste der Vereinigten Staaten folgten. Danach begannen die Arbeiten zum nächsten Album, die im Frühjahr 2006 beendet wurden. Vor der Veröffentlichung des Albums Beyond the Noise Ende Juni, von dem sich etwa 30.000 Einheiten absetzen sollten, hielt die Band noch Konzerte zusammen mit Blacklisted und Embrace the End. Nach Veröffentlichung des Albums folgten weitere Auftritte zusammen mit Nodes of Ranvier. Danach verließen die Phillips-Brüder die Besetzung, woraufhin der Gitarrist Dave Priest und der Schlagzeuger Matt Anderson zur Band kamen. Daraufhin unterzeichnete die Band im September 2006 einen Vertrag bei Victory Records. Im Dezember hielt die Band Auftritte zusammen mit Throwdown und All Shall Perish ab, bevor sich Konzerte mit Terror und War of Ages anschlossen. Anfang 2007 ging die Band erneut ins Studio, um ihr nächstes Album aufzunehmen. Als Gastmusiker waren auf dem Tonträger Andrew Neufeld von Comeback Kid, Lou Koller von Sick of It All und Lemmy Kilmister von Motörhead zu hören. Genuine Sense of Outrage erschien Anfang September in Europa, woraufhin die Band zusammen mit Her Nightmare und No Apologies Konzerte abhielt. Die Band bestand nun mittlerweile neben Lichtenwaldt und Zarate, aus dem Gitarristen Charlie Alvarez, dem Bassisten Roger Camero und dem Schlagzeuger Matt Anderson. 2011 folgte mit See How You Are das nächste Album über Victory Records.

## Stil
Nach laut.de war War Is Hell teilweise mit Gruppen wie Sick of It All, Madball und Rage Against the Machine vergleichbar. Armin Weber vom Metal Hammer hörte auf dem Album starke Metalcore-Einflüsse heraus und wies auf Bands wie Converge und Integrity hin, „die zwar auch irgendwie Metalcore sind, aber durch extremste Stilbrüche immer wieder aus diesem Gefüge ausbrechen“. Vor allem könne man dies am Gesang erkennen, der teils genreuntypisch klinge und sich zudem oft überschlage.
Elmar Salmutter vom Metal Hammer ordnete Beyond the Noise dem Hardcore Punk der 1990er Jahre zu und verglich die Band mit Gruppen wie Sick of It All, 108 und Inside Out.
Laut Christian Kruse vom Metal Hammer weisen die Lieder in Genuine Sense of Outrage teil ungewöhnliche Liedstrukturen auf, wobei auch „Geschrei mit HipHop-Beats“ kombiniert werden würden, „ohne dass das hier irgendwas mit Crossover zu tun hätte“. Die Band orientiere sich am New School Hardcore der 1990er Jahre, vergleichbar mit Bands wie Refused, Snapcase und Strife.
Dominik Winter schrieb im Metal Hammer, dass das Album See How You Are an Bands wie Snapcase und Parkway Drive erinnere. Durch das Shouting und die Geschwindigkeit der Lieder, die sich meist im Midtempobereich bewege, erinnere die Band oft an das Earth-Crisis-Album Breed the Killers. In Liedern wie The War Unseen höre man zudem Licks, die an Slayer erinnern, während der Groove in Seize the Fire an Entombed und Rage Against the Machine erinnere.

## Diskografie
- 2003: Family Matters (Single, Straight on Records)
- 2003: Tehachacore Split (Split mit With or Without You, Straight Hate Records)
- 2004: Seven Inches (Split mit Wear the Mark, Straight on Records)
- 2004: War Is Hell (Album, Eulogy Recordings)
- 2006: Beyond the Noise (Album, Eulogy Recordings)
- 2007: Genuine Sense of Outrage (Album, Victory Records)
- 2011: See How You Are (Album, Victory Records)